# Mistrzostwa Europy U-17 w Piłce Nożnej 2024 (eliminacje)/Runda Kwalifikacyjna Grupa 2
W Grupie 2 eliminacji do Mistrzostw Europy U-17 2024 brały udział następujące zespoły:
- Łotwa U-17
- Mołdawia U-17
- Polska U-17
- Szwecja U-17

## Stadiony
Na podstawie:
| Kiszyniów        | Mapa miast-gospodarzy | Orgiejów                        |
| ---------------- | --------------------- | ------------------------------- |
| Zimbru-2 Stadion | OrgiejówKiszyniów     | Complexul Sportiv Raional Orhei |
| Pojemność: 2 000 | OrgiejówKiszyniów     | Pojemność: 2 539                |
|                  | OrgiejówKiszyniów     |                                 |

## Tabela
| Reprezentacja | M | W | R | P | Br+ | Br- | +/- | Pkt. |
| ------------- | - | - | - | - | --- | --- | --- | ---- |
| Polska U-17   | 3 | 3 | 0 | 0 | 8   | 1   | +7  | 9    |
| Szwecja U-17  | 3 | 2 | 0 | 1 | 6   | 4   | +2  | 6    |
| Łotwa U-17    | 3 | 1 | 0 | 2 | 3   | 5   | -2  | 3    |
| Mołdawia U-17 | 3 | 0 | 0 | 3 | 2   | 9   | -7  | 0    |

## Wyniki
| 27 września 2023 15:00 CET | Szwecja U-17 · Kusi-Asare 17', 40', 61' | 3:2(2:1)Raport | Mołdawia U-17 · 4' Caragheorghi · 51' Efros | Zimbru-2 Stadion, Kiszyniów Sędzia: Tim Marshall |
|                            |                                         |                |                                             |                                                  |

| 27 września 2023 15:00 CET | Łotwa U-17 | 0:3(0:2)Raport | Polska U-17 · 40' (sam.) Pļaviņš · 45+2' Potulski · 48' Izunwanne | Complexul Sportiv Raional Orhei, Orgiejów Sędzia: Georgi Davidov |
|                            |            |                |                                                                   |                                                                  |

| 30 września 2023 15:00 CET | Szwecja U-17 · Staykov 72' · Joksts 81' (sam.) | 2:0(0:0)Raport | Łotwa U-17 | Complexul Sportiv Raional Orhei, Orgiejów Sędzia: Luka Bilbija |
|                            |                                                |                |            |                                                                |

| 30 września 2023 15:00 CET | Polska U-17 · Adkonis 8', 38' (k), 58' | 3:0(2:0)Raport | Mołdawia U-17 | Zimbru-2 Stadion, Kiszyniów Sędzia: Georgi Davidov |
|                            |                                        |                |               |                                                    |

| 3 października 2023 15:00 CET | Polska U-17 · Pietuszewski 81' · Jasiak 86' | 2:1(0:1)Raport | Szwecja U-17 · 27' (k) Jönsson | Complexul Sportiv Raional Orhei, Orgiejów Sędzia: Tim Marshall |
|                               |                                             |                |                                |                                                                |

| 3 października 2023 15:00 CET | Mołdawia U-17 | 0:3(0:1)Raport | Łotwa U-17 · 45+2' (k), 53' Sprukts · 86' Poskrjobiševs | Zimbru-2 Stadion, Kiszyniów Sędzia: Luka Bilbija |
|                               |               |                |                                                         |                                                  |

## Strzelcy

### 3 gole
- Jakub Adkonis
- Jonah Kusi-Asare

### 1 gol
- Jegors Poskrjobiševs
- Emīls Sprukts
- Nichita Caragheorghi
- Ilie Efros
- Michael Izunwanne
- Hubert Jasiak
- Oskar Pietuszewski
- Kacper Potulski
- Neo Jönsson
- Nikolaj Staykov

### Gole samobójcze
- Helvijs Joksts (dla  Szwecji)
- Krists Pļaviņš (dla  Polski)